# اتفاقية خيمة سفوان
مباحثات وقف إطلاق النار بين قوات التحالف والعراقيين في سفوان هي اجتماع عُقد في مطار سنام في مقاطعة سنام في ناحية سفوان، أقصى جنوب العراق، بعد انسحاب الجيش العراقي من الأراضي الكويتية نتيجة لانتصار قوات التحالف الدولي والإبادة الجماعية التي تعرض لها الجيش العراقي في معركة أم المعارك/حرب الخليج الثانية أو حرب تحرير الكويت وتوقف العمليات العسكرية، تم توقيع اتفاقية وقف إطلاق النار بين العراق وقوات التحالف الدولي الولايات المتحدة.
ويرى العديد من المحللين الاستراتجيين ومراكز صنع القرار الدولية بأن هذه الاتفاقية جاءت بعد أن أقدمت قوات التحالف الدولي على مجزرة راح ضحيتها الآلاف من الضباط والجنود العراقيين الهاربين بين قتيل وجريح عندما قصفت طائراتها الحربية القطعات العسكرية العراقية الهاربة من أراضي الكويت بموجب اتفاق تمكّن من تحقيقه يفغيني بريماكوف المبعوث الروسي يتم بموجبه انسحاب بقايا الجيش العراقي دون التعرض له، وبرعاية روسية من أجل تقصير مدة العمليات العسكرية وتقليل الخسائر في الجانبين.
لكن الولايات المتحدة الأمريكية نقضت الاتفاق وقصفوا قطعات الجيش العراقي المنسحبة وأحدثت مجزرة سُمّيت فيما بعد بمذبحة الدبابات كان هدفها إبادة ما تبقى من الجيش العراقي وإرباك صدام حسين وخلق الفوضى، وبعدها سارعت إلى إجراء الترتيبات اللازمة لعقد إتفاقية وقف إطلاق النار، وبالفعل تم نصب خيمة كبيرة في مدينة صفوان العراقية الواقعة قرب الحدود الكويتية ويقابلها في الجانب الكويتي منفذ العبدلي الحدودي واجتمع الوفدان العسكريان العراقي بقيادة وزير الدفاع اللواء الركن سلطان هاشم واللواء الركن صلاح عبود قائد الفيلق الثالث ووفد قوات التحالف الدولي بقيادة الأميركي الجنرال نورمان شوارتسكوف والفريق خالد بن سلطان قائد القوات العربية والإسلامية في التحالف الدولي وبحضور ممثل الجانب الروسي بريماكوف. ولهذا سميت باتفاقية صفوان أو اتفاقية خيمة صفوان.

## بنود الاتفاقية
لا أحد يعرف بالضبط ماهي بنود هذه الاتفاقية غير أن المعلومات التي تسربت تشير إلى ما يلي.
1. . قبول الجمهورية العراقية بسيادة دولة الكويت وتثبيت الحدود العراقية الكويتية حسب قرارات الأمم المتحدة.
2. . قبول الجمهورية العراقية على إلغاء كافة قراراتها وتشريعاتها التي تم إصدارها فترة الاحتلال العراقي لدولة الكويت العربية.
3. . إلزام الجمهورية العراقية على دفع التعويضات المالية التي نصت عليها القرارات الأممية والانصياع للقرارات الدولية الأخرى.
4. . قبول الجمهورية العراقية بإنهاء برامجها العسكرية البيولوجية والكيميائية.
5. . تبادل الأسرى والبحث عن المفقودين لكلا الجانبين وإعلام أحدهما للآخر عن أماكن حقول الألغام .

## وصلات خارجية
- نص محادثات سفوان بين قوات التحالف والجيش العراقي.